# نکت‌سانگ (بوتان)
نکت‌سانگ (به لاتین: Naktsang) یک منطقهٔ مسکونی در بوتان (کشور) است که در استان ها واقع شده‌است.